# Mühlviertler Nachrichten
Die Mühlviertler Nachrichten, zuerst mit dem Untertitel Organ für den christlichen Bürger- und Bauernstand., später Katholisches-conservatives Wochenblatt für das Mühlviertel. bzw. Katholisches Wochenblatt für das Mühlviertel. (bis 27. Dezember 1924), ab 2. Jänner 1925 ohne Untertitel, war eine zwischen 1889 und 1986 wöchentlich am Freitag, von 1900 bis Ende 1924 am Samstag, ab 1925 am Donnerstag erscheinende Zeitung in Rohrbach.

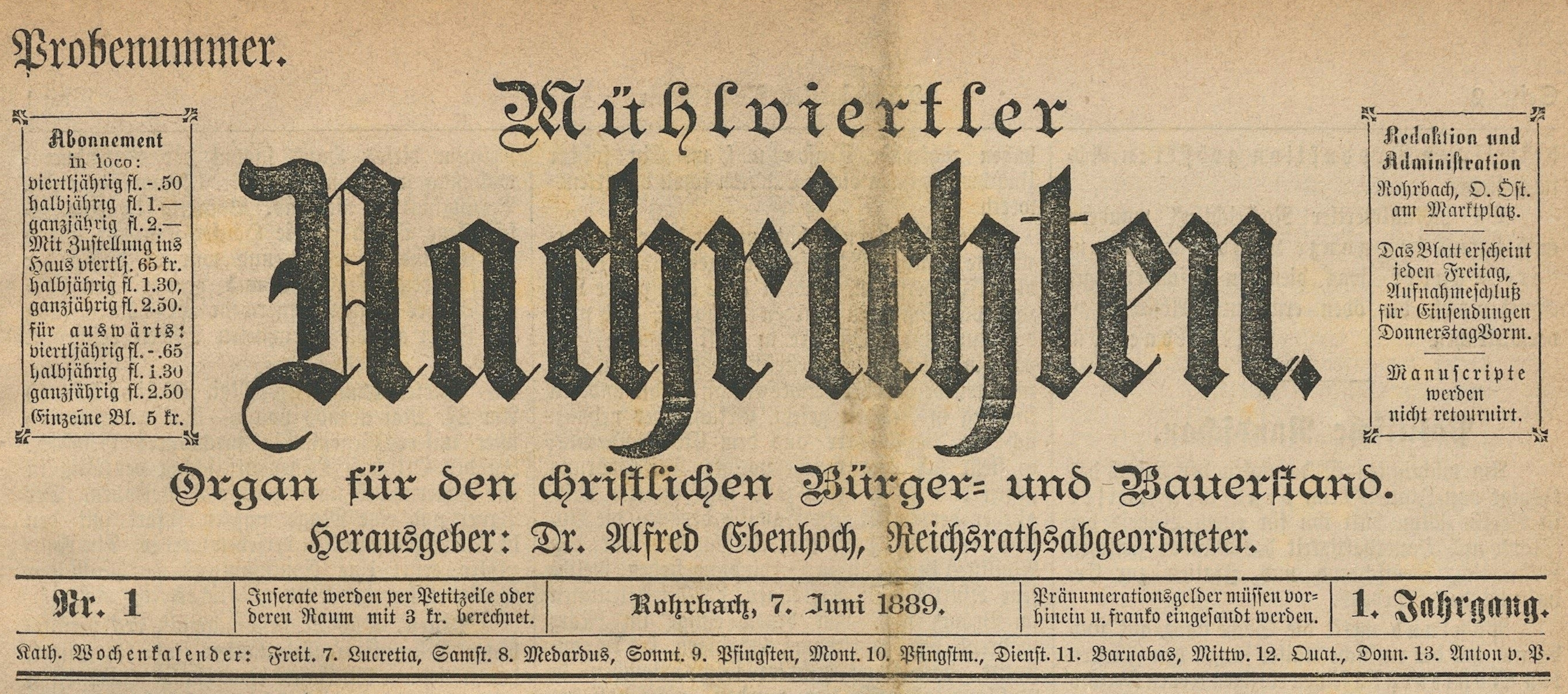
Titel der ersten Ausgabe vom 7. Juni 1899

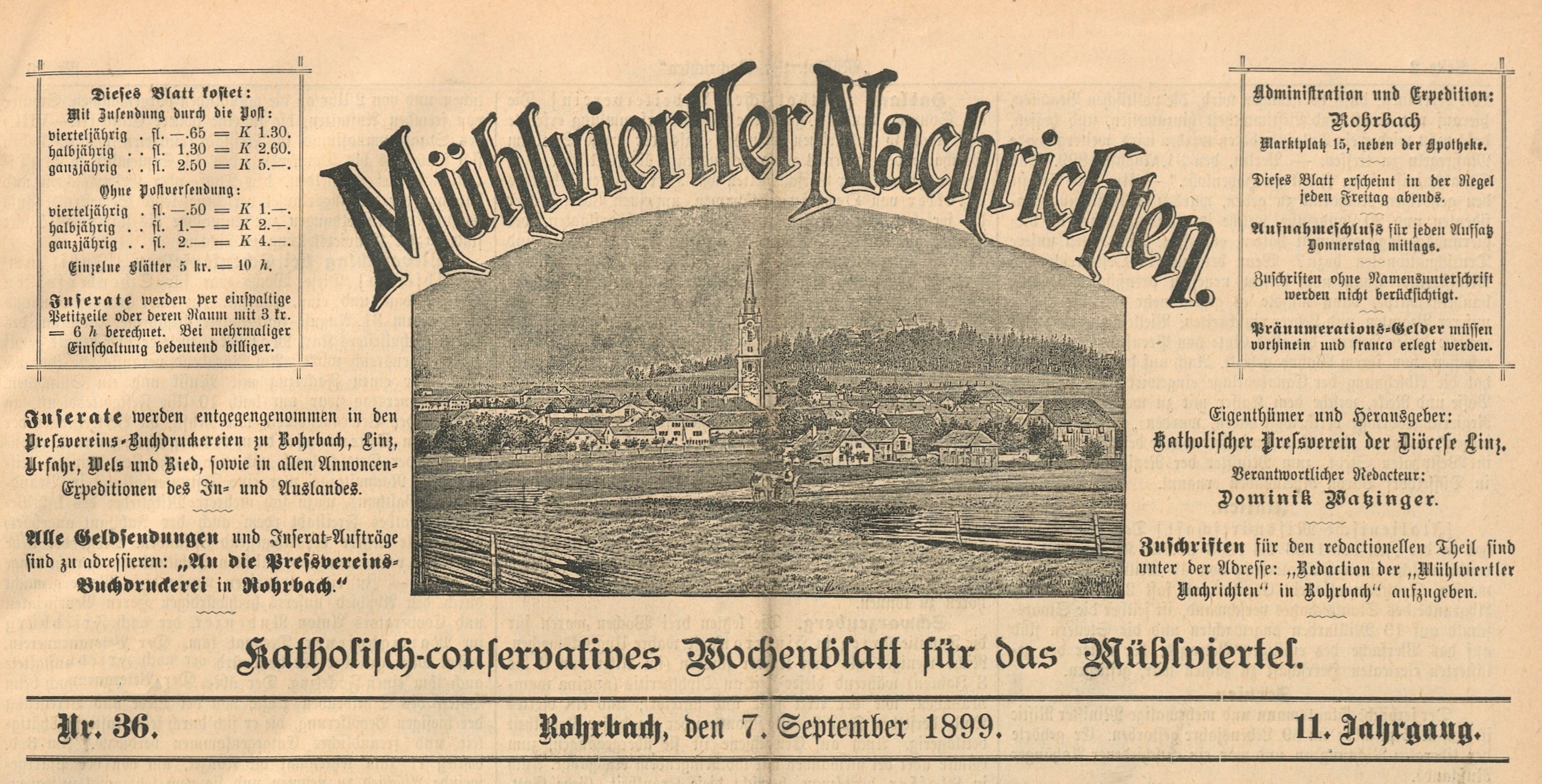
Titel der Ausgabe vom 7. September 1899 mit der Ansicht von Rohrbach

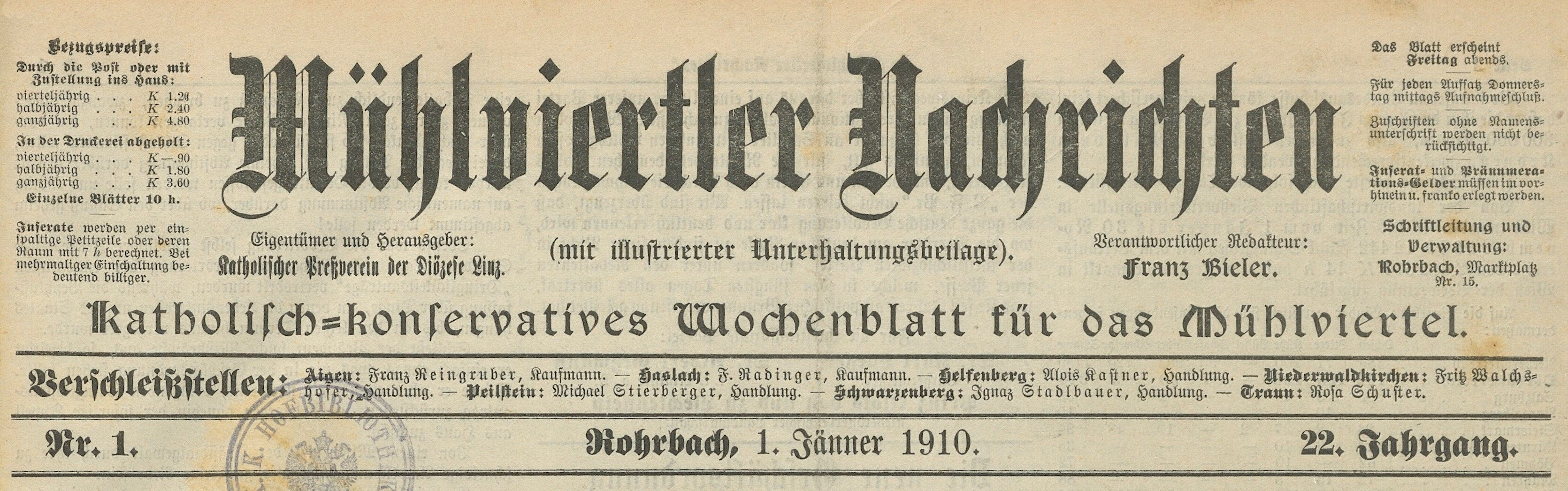
Titel ab der Ausgabe vom 1. Jänner 1900

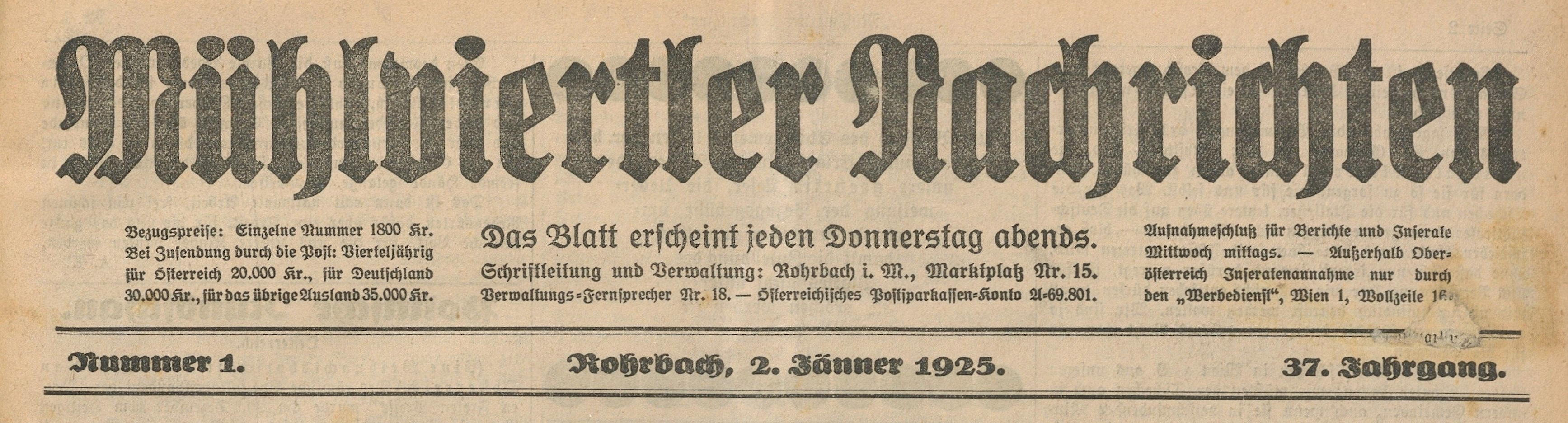
Titel ab der Ausgabe vom 2. Jänner 1925

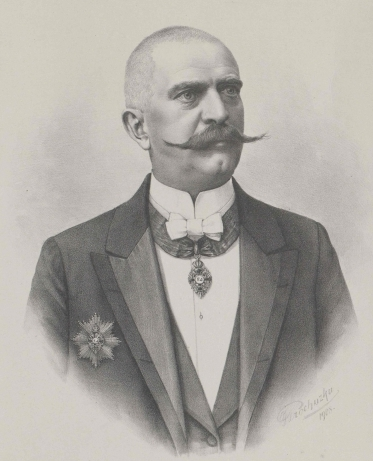
Alfred Ebenhoch, Eigentümer und Herausgeber des Blattes 1889–1893

## Geschichte

### Von 1889 bis 1938
Bereits am 5. Jänner 1889 erschien in Rohrbach eine erste Ausgabe des Wochenblattes Mühlviertler Nachrichten als ein Organ für alle Stände ohne Unterschied der Partei, Verleger und verantwortlicher Redakteur war Franz Rothauer, der 1888 in Rohrbach eine Druckerei eröffnet hatte. Einer ihrer Mitbegründer war Norbert Hanrieder. Der erste leitende Redakteur, Wenzel Wilharticz, gab dem Blatt eine liberale, kirchenfeindliche Richtung. Wegen finanzieller Schwierigkeiten drohte bald die Einstellung. Damit das Blatt keinen liberalen Eigentümer erhält, kaufte im Mai 1889 der konservative Reichstagsabgeordnete Alfred Ebenhoch die Zeitung, um sie ab 6. Juni als politisches Wochenblatt weiter erscheinen zu lassen, außerdem war Ebenhoch der Herausgeber. Für Druck und Verlag war weiterhin Rothauer zuständig, der auch als verantwortlicher Redakteur zeichnete, während die Redaktion tatsächlich in den Händen von Ebenhoch und den Prämonstratenser-Chorherren des Stiftes Schlägl Johannes Winkler und Gilbert Schartner lag.
Nachdem auch Ebenhoch mit der Zeitung finanzielle Verluste erlitt, gründete man 1891 einen Katholischen Preßverein für das obere Mühlviertel, um das weitere Erscheinen der Zeitung zu sichern. 1892 kam es zu Meinungsverschiedenheiten mit dem Rothauer, der den Druck nicht mehr übernehmen wollte. Aushilfsweise sprang der Preßverein der Diözese Linz bis zum 27. Oktober 1893 ein, am 30. Oktober 1893 konnte dann in Rohrbach eine eigene Druckerei eröffnet werden. Die Leitung übernahm Franz Bieler, der bis 1922 die Druckerei gegen die Konkurrenz von Rothauer behaupten konnte und die Zeitung in die Höhe brachte. Sein Nachfolger wurde dann Berthold F. Bieler. Eigentümer und Herausgeber war ab diesem Zeitpunkt der Katholische Preßverein der Diözese Linz, ab Nr. 17 vom 29. April 1938 der Preßverein Linz.
Chefredakteure waren ab 1893 Franz Bieler, ab 3. Juni 1922 Jakob Pichler, ab 11. September 1925 Josef Moser und ab 28. Juni 1929 Josef Bogner.
Nach dem „Anschluss Österreichs“ ging die Zeitung in nationalsozialistische Hände über, ab der Nr. 17 vom 29. April 1938 war der Preßverein Linz Eigentümer und Herausgeber und Emanuel Scherbaum Chefredakteur. Ab Juli 1938 bis 1945 erschien die Zeitung unter dem Namen Mühlviertler Heimatblatt.
Die Auflage schwankte zwischen 4.700 Exemplaren im Jahr 1925 bis 2.700 Exemplaren im Jahr 1924.

### Von 1949 bis 1986
Von 1945 bis 1949 erschien das Blatt als Mühlviertler Post, im Jahr darauf als Der Mühlviertler. Ab 1950 gab es wieder die Mühlviertler Nachrichten. 1986 wurde die Zeitung in Mühlviertler Rundschau umbenannt, woraus später die Rundschau am Sonntag und 2010 schließlich die BezirksRundschau entstand.

## Ausrichtung und Inhalte
Die Richtung der Zeitung war konservativ christlich und zumindest in der Anfangszeit auch antiliberal sowie antisemitisch, wie es bereits im Leitartikel der ersten Ausgabe vom 7. Juni 1889 mit folgenden Worten dargelegt wurde: „Die ‚Mühlviertler Nachrichten‛ werden demnach eine katholische und österreichische Haltung einnehmen und in volkswirtschaftlicher Beziehung den jüdischen Liberalismus bekämpfen, der unseren braven Bürger- und Bauernstand an den Rand des Abgrundes gebracht und die Werkstätte des ehrsamen Meisters in ein ödes Gemach verwandelte. – Gott segne das ehrsame Handwerk! Mit Gott für unseren heiligen Glauben, für Kaiser und Vaterland!“

## Bekannte Autoren
Mitarbeiter waren bis 1938 neben zahlreichen Geistlichen – auch Chorherren des Stiftes Schlägl – unter anderem Johann Blöchl, Anton Gasperschitz, Balthasar Gierlinger, Franz Hofer, Felix Kern, Franz Lorenzoni oder Georg Stempfer.
Nach 1949 erschienen u. a. von Albrecht Dunzendorfer, Herbert Lange, Alexandra Schmid Beiträge für die Zeitung.